# Bataille de Triangle Hill
Guerre de Corée
Batailles
Offensive nord-coréenne :

(juin 1950 - septembre 1950)
- Pokpung
- Chuncheon
- Séoul (1re)
- Busan (navale)
- Chumunjin
- Osan
- Pyeongtaek
- Cheonan
- Chochiwon
- Daejeon
- Sangju
- Yongdong
- Hwanggan
- Notch
- Périmètre de Busan

Contre-offensive de l'ONU :

(septembre 1950 - octobre 1950)
- Incheon
- Bombardement de Pyongyang
- Pyongyang

Intervention chinoise :

(octobre 1950 - avril 1951)
- Onjong
- Unsan
- Chongchon (Wawon)
- Réservoir de Chosin
- Évacuation de Hŭngnam
- Séoul (3e)
- Twin-Tunnels
- Jipyeong-ri
- Imjin
- Kapyong

Impasse :

(août 1951 - juillet 1953)
- Crèvecœur
- Fleuve Han
- Opération Commando
- Maryang San
- Suncheon
- Barrage de Sui-Ho
- Triangle Hill
- le Crochet
- Fleuve Samichon
- Armistice de Panmunjeom

Post armistice :
- Raid sur la Maison Bleue
- Attaque de l'EC-121
- Incident du peuplier
- Infiltration de Gangneung
- Guerre du crabe

La bataille de Triangle Hill, également connue comme l'Opération Showdown ou campagne de Shangganling (chinois simplifié : 上甘岭战役 ; pinyin : Shang Gan Lǐng Zhan Yi), est une bataille de la guerre de Corée. Elle oppose deux divisions d'infanterie du Commandement des Nations unies en Corée soutenues par l'United States Air Force, contre des éléments des 15e et 12e corps de la République populaire de Chine. La bataille fait partie d'une tentative américaine pour prendre le contrôle du Triangle de fer. Elle se déroule du 14 octobre au 25 novembre 1952.
L'objectif immédiat des américains est Triangle Hill, une crête boisée à 2 kilomètres au nord de Gimhwa-eup près de la zone coréenne démilitarisée (DMZ). La colline est occupée par les vétérans du 15e corps de l’Armée des volontaires du peuple chinois. Durant près d'un mois, les forces américaines et sud-coréennes multiplient les tentatives pour prendre Triangle Hill et la zone adjacente, Sniper Ridge. Malgré la nette supériorité de l'artillerie et de l’aviation américaine, le nombre de victimes parmi les forces onusiennes contraint ces dernières à abandonner leur offensive après 42 jours, permettant aux forces chinoises de regagner leurs positions initiales.

## Contexte
Mi 1951, la guerre de Corée entre dans une période d'impasse relative. Après la démission de Dwight D. Eisenhower en tant que commandant suprême de l'Organisation du traité de l'Atlantique nord (OTAN) en juin 1952, le général Matthew Ridgway commandant des forces des Nations unies est transféré de Corée en Europe pour remplacer Eisenhower. L'United States Army nomme alors le général Mark Wayne Clark, commandant de la 5e armée américaine pendant la Seconde Guerre mondiale, au commandement général des forces de l’ONU en remplacement de Ridgway.
Le général James Van Fleet de la 8e armée avait espéré que le changement de commandant lui permettrait de réengager les Chinois dans une grande campagne, mais Clark, en pleins pourparlers de paix à Panmunjom ainsi que pour limiter les pertes de l'ONU, rejette à plusieurs reprises les demandes de Van Fleet de lancer une offensive en territoire nord-coréen. En septembre 1952, Van Fleet soumet des plans provisoires pour l'opération Showdown, une offensive à plus petite échelle menée par le 9e corps d'armée afin de capturer un certain nombre de crêtes. Le but est d'améliorer la ligne défensive de la 7e division d'infanterie légère au nord de Gimhwa près de Triangle Hill, en repoussant la ligne défensive chinoise sur plus d’un kilomètre.
En septembre 1952, les négociations à Panmunjom s'enlisent, principalement parce que les Chinois et les Nord-coréens exigent que tous les prisonniers de guerre soient rapatriés dans leurs pays d'origine, indépendamment de leurs préférences personnelles. Comme un nombre important de prisonniers de guerre chinois et nord-coréens avaient exprimé leur désir de faire défection en faveur de la Corée du Sud ou de Taïwan, les demandes sino-nord-coréennes sont accueillies avec une forte opposition par les États-Unis et la Corée du Sud. Pressentant l’échec des négociations, les commandants militaires des deux côtés décident de relancer leurs opérations tactiques pour faire pression sur leurs adversaires. À la fin de septembre, le haut-commandement de l'Armée des volontaires du peuple chinois (PVA) autorise les opérations militaires qui conduisent à la bataille de White Horse (en). Le 8 octobre 1952, les négociations échouent officiellement, et ce même jour, Clark donne son consentement à l'opération Showdown.

## Prélude

### Localisation
Triangle Hill, comme elle a été nommée par le commandement américain, est une colline boisée qui apparaît en forme de V, vu du ciel ou sur une carte. La Colline 598 se trouve à la pointe du V et surplombe la vallée Gimhwa située à moins de 2 km au sud. De ce sommet, deux crêtes s'étendent vers le Nord et le Nord-ouest. La crête au Nord-ouest est dominée par une colline surnommée pic de Pike. L'autre se connecte à une paire de collines surnommées Jane Russell. Une crête moins importante, nommée Sandy, descend vers l'Est. À travers la vallée de Sandy se dresse Sniper Ridge située aux coordonnées 38° 19′ 44″ N, 127° 29′ 07″ E.

### Forces en présence et stratégie

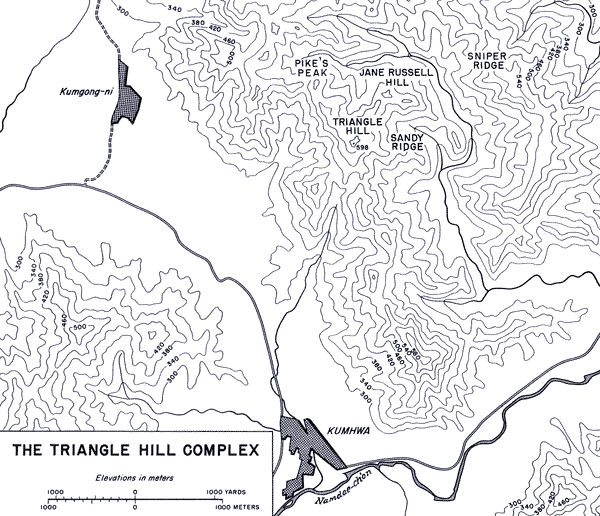
Carte de la zone de Triangle Hill

Le plan initial de l'opération Showdown prévoit des attaques simultanées sur Triangle Hill et Sniper Ridge. Un bataillon du 31e régiment d'infanterie de la 7e division d'infanterie américaine doit prendre Triangle Hill depuis Gimhwa, tandis qu'un bataillon du 32e régiment de la 2e division d'infanterie de la République de Corée (RdC) est chargé d’attaquer Sniper Ridge. Les planificateurs de l'ONU prévoient une opération de cinq jours maximum, avec 200 victimes du côté de l'ONU, sur l'hypothèse d’une disponibilité totale de l'artillerie et d’un soutien aérien maximum,. Mais peu de temps avant le début de l’opération, un grand nombre de pièces d’artillerie et d’avions nécessaires à cette opération sont détournés pour la bataille de White Horse. Après avoir examiné la situation et juste avant le début de l'offensive, le colonel Lloyd R. Moses, commandant du 31e régiment d'infanterie US, décide de doubler le nombre de soldats américains.
Du côté chinois, Triangle Hill est défendue par les 8e et 9e compagnies, et Sniper Ridge par la 1re compagnie ; toutes issues du 135e régiment de la 45e division du 15e corps d'armée. Qin Jiwei, commandant du 15e corps, prévoit une attaque américaine majeure menée par une troupe d’infanterie mécanisée et blindés en provenance de la vallée de Pyonggang située à 20 km à l'ouest du Triangle Hill. En conséquence, les principales unités du 15e corps, y compris la 44e division, la 29e division, un régiment blindé et la plupart de l'artillerie du corps d'armée, sont prépositionnés près de Pyonggang. Pour compenser sa puissance de feu inférieure, le 15e corps construit une série complexe de réseaux de défense composé de 9 000 mètres de tunnels, de 50 000 mètres de tranchées et de 5 000 mètres d'obstacles et de champs de mines. Le 5 octobre 1952, un officier de la 2e division d'infanterie RdC fait défection apportant aux Chinois le plan de bataille complet de l'opération Showdown, mais l'information n'est prise pas au sérieux par les Chinois.

## Bataille

### Début des combats

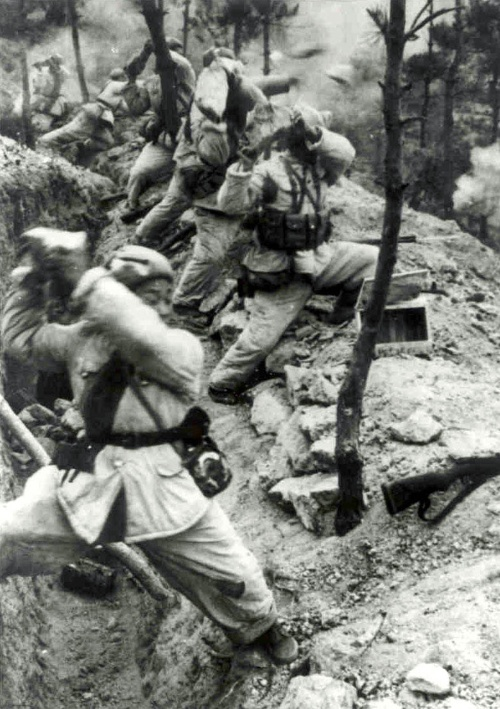
Les soldats chinois lancent des pierres sur les assaillants.

Le 14 octobre 1952, à quatre heures, après deux jours de frappes aériennes préliminaires, le bombardement d'artillerie américano-coréen commence et se concentre sur un front de 30 km tenu par le 15e corps chinois. À cinq heures du matin, les 280 canons et obusiers du 9e corps élargissent leurs tirs pour permettre à l'infanterie américano-coréenne d'avancer derrière un tir de barrage. La concentration des bombardements dégage la végétation sur Triangle Hill et Sniper Ridge, détruisant la plupart des fortifications en surface sur les deux positions. Le bombardement perturbe également les lignes de communication chinoises, en éliminant toutes les communications filaires et sans fil dans la zone.
En s'approchant des défenses chinoises, les forces américaines et sud-coréennes sont accueillies par des tirs de grenades, de torpilles Bangalore, de charges creuses et de pierres,. Devant la forte résistance chinoise, Américains et Sud-Coréens sont forcés de compter sur un appui d'artillerie rapproché,, mais un réseau complexe de bunkers et de tunnels permet aux Chinois d'amener des renforts aux troupes épuisées,. Bien que le 31e régiment d'infanterie soit équipé pour la première fois de gilets pare-balles dans un déploiement de masse, les 1er et 3e bataillons souffrent néanmoins de 96 morts et 337 blessés lors de la première attaque. Ce sont les pertes les plus lourdes de la guerre en une seule journée subies par le 31e régiment d'infanterie,.
Les Chinois infligent de lourdes pertes aux attaquants, mais leurs défenses commencent à céder sous la puissance de feu dévastatrice des troupes de l'ONU. Avec seulement 20 survivants, la compagnie chinoise située sur Sniper Ridge est forcée de se retirer dans les tunnels et le 2e bataillon RdC capture la crête à 15:20. Malgré la prise de Sniper Ridge, l'attaque sur Triangle Hill est bloquée au pied la colline 598 ; les deux bataillons américains subissent de lourdes pertes sous le feu des grenades chinoises. Après quelques maigres progrès dans l'après-midi, les Américains et les Sud-Coréens cessent leur offensive afin de préparer des positions défensives pour faire face à une contre-attaque chinoise.
Pour regagner le terrain perdu, le commandant de la 45e division PVA , Cui Jiangong, tente une attaque surprise avec trois compagnies d'infanterie à 19 heures. Après le tir de fusées éclairantes, les assaillants chinois lancent une charge à la baïonnette, prêts au combat au corps à corps,,. Les forces de l'ONU tentent de répondre avec des tirs d'artillerie, mais déterminées, les troupes d'assaut chinoises traversent le tir de barrage américain pour atteindre les positions de l'ONU,. L'intensité des combats empêche les forces onusiennes de recevoir un ravitaillement, et par manque de munitions, les défenseurs de l'ONU sont contraints de renoncer au terrain conquis,.

### Conquête du terrain
Le major général Wayne C. Smith, commandant de la 7e division d'infanterie américaine et le lieutenant général Chung Il-kwon, commandant de la 2e division RdC, décident la rotation des bataillons épuisés pour maintenir le moral des troupes. Le 15 octobre, Smith ordonne donc au 1er bataillon du 32e régiment d'Infanterie américain et au 2e bataillon du 31e régiment d'Infanterie américain placé sous le commandement du colonel Moses de reprendre l'attaque sur Triangle Hill. De même, Chung Il-kwon fait remplacer le 2e bataillon du 32e régiment par le 2e bataillon du 17e régiment RdC. Plus tard ce jour-là, deux bataillons américains capturent la colline 598 et Sandy Ridge après n’avoir rencontré qu’une faible résistance, mais les tunnels chinois et une contre-attaque du 135e régiment PVA empêchent les Américains de pousser vers Pike's Peak et Jane Russell Hill. Les Sud-Coréens, d'autre part, sont repoussés par une contre-attaque des Chinois qui permet à ces derniers de reprendre Sniper Ridge.

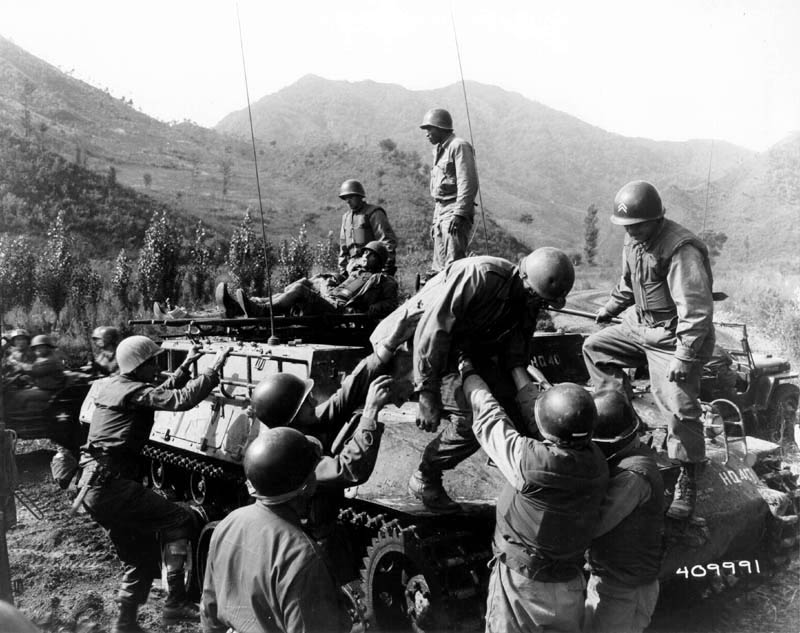
Des infirmiers aident des fantassins blessés du d'infanterie, à la suite des combats pour la Colline 598.

Le 16 octobre, le colonel Joseph R. Russ du 32e régiment d'infanterie prend le commandement opérationnel en remplacement du colonel Moses. On lui octroie en plus le 2e bataillon du 17e régiment d'infanterie afin de renforcer son aile droite. Après son arrivée sur le champ de bataille ce même jour, le 2e bataillon réussit à prendre Jane Russell Hill aux Chinois, mais les Américains se trouvent rapidement sous le feu nourri des mitrailleuses chinoises situées dans la vallée en contrebas, et sont contraints de se retirer derrière la colline le 18 octobre. Les Chinois continuent à harceler les positions américaines ce soir-là avec de petits groupes d'attaque et un barrage de grenades. Pendant ce temps, les Coréens s’en sortent mieux. Le 2e bataillon du 17e régiment et le 2e bataillon du 32e régiment RdC reprennent Sniper Ridge dans une attaque conjointe et résistent aux contre-attaques chinoises ultérieures. Pour la première fois depuis le début de la bataille, les forces des Nations unies prennent le contrôle du terrain, à l'exception de Pike's Peak. L'après-midi du 17 octobre, le 3e bataillon du 17e régiment d'Infanterie remplace le 2e bataillon du 31e régiment d'infanterie sur le flanc gauche, tandis que le 1er bataillon du 32e régiment d'infanterie est retiré du centre du front maintenant pacifié.
Les problèmes de réseaux de communication et le manque de renseignements précis ont empêché Qin Jiwei de répondre efficacement à l’assaut de l'ONU. De plus, en raison de son indécision, la 45e division chinoise n’a reçu aucun soutien d’artillerie. Conséquence de la puissance de feu dévastatrice de l'ONU, les Chinois dénombrent 500 morts par jour au cours de la première attaque de l'ONU. Le 17 octobre, après avoir appris que plus de 10 compagnies d'infanterie chinoises ont été mises hors de combat, Cui Jiangong décide d’engager les six compagnies d'infanterie restantes dans une ultime contre-attaque. Aidée par 44 canons de gros calibre et un régiment de BM-13 lance-roquettes, la 8e compagnie d'élite du 134e régiment lance son attaque depuis les tunnels situés sous la colline 598, tandis que les cinq autres compagnies d'infanterie attaquent sur terrain découvert au crépuscule du 19 octobre. L’aile gauche chinoise réussit à chasser les Sud-Coréens de Sniper Ridge, mais les Américains sur Triangle Hill tiennent bon leur position. Au lever du jour le 20 octobre, la puissance de feu de l'ONU permet de reprendre le dessus et les Chinois doivent retourner dans les tunnels après avoir subi de lourdes pertes,. Au moment où Smith fait remplacer le 17e régiment d'infanterie américain par le 32e régiment d'infanterie dans l'après-midi du 20 octobre, Qin Jiwei reçoit des rapports lui annonçant que la 45e division est complètement décimée. Les Chinois attaquent tout de même une nouvelle fois la colline 598 dans la nuit du 23 octobre avec deux compagnies d'infanterie, mais les troupes américaines bien ancrées repoussent l'attaque avec peu de difficulté.
Avec plus de 4000 morts en dix jours, l'échec de la dernière attaque met fin au rôle prédominant de la 45e division sur les opérations chinoises. Les forces de l'ONU ont pris le contrôle de la plupart des zones disputées et les Chinois sont pris au piège dans des tunnels sous les positions de l'ONU. Malgré les revers initiaux, Deng Hua, commandant de la PVA voit dans la situation une occasion en or de saigner à blanc l'armée américaine,. Lors de la réunion de stratégie tenue le soir du 25 octobre, il ordonne au 15e corps de reprendre les deux collines quel qu’en soit le coût.

### Répit dans les combats
Van Fleet décide de reposer la 7e division d'infanterie américaine le 25 octobre, contournant ainsi l'intention chinoise de lui infliger des pertes supplémentaires. Le 31e régiment de la 2e division coréenne reprend la zone de Triangle Hill tandis que le 17e régiment d'infanterie de la 2e division RdC maintient son contrôle sur Sniper Ridge,. Le même jour, des renforts chinois convergent sur le front à Kimhwa. Le Haut commandement PVA ordonne au 12e corps de se placer sous le commandement du 15e corps et Qin Jiwei commande aux 86e et 87e régiments de la 29e division de rejoindre la 45e division pour une nouvelle contre-attaque. De plus, la 45e division reçoit 1200 nouvelles recrues pour reconstituer 13 de ses compagnies d'infanterie. Environ 67 canons lourds et un régiment d'artillerie anti-aérienne sont aussi mis à sa disposition pour soutenir la prochaine contre-attaque,. La totalité des renforts chinois se concentrent sur Triangle Hill, Sniper Ridge étant considéré comme une cible secondaire.
Au cours des cinq jours suivants, le 31e régiment sud-coréen mène une lutte acharnée contre les Chinois cachés dans les tunnels. De petites unités de la 45e division PVA s’infiltrent également chaque nuit à travers les positions de l'ONU pour ravitailler les unités piégées et évacuer les blessés, causant de lourdes pertes parmi la logistique chinoise et les unités médicales. Malgré ces accrochages, il n'y a pas de combat opposant de grandes unités entre le 20 et le 29 octobre, ce qui permet aux Chinois de rassembler leurs forces pour tenter de frapper un coup décisif.

### Escalade et retour austatu quo
Avant le début de la bataille, Qin Jiwei avait peur que Van Fleet essaye d'attirer les forces chinoises autour de Triangle Hill, alors que les troupes américaines auraient pour réelle cible la vallée de Pyonggang. Pour parer à cette éventualité, la 44e division et le 85e régiment de la 29e division mènent depuis le début du mois d’octobre des attaques préventives sur Jackson Heights,. À la mi-octobre, la 44e division accroît le nombre et la force de ses attaques pour soulager la pression sur Triangle Hill, tout en y menant la même tactique de guerre d'usure que constatée à Triangle Hill.

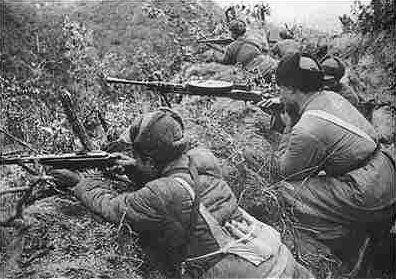
Une escouade de fantassins chinois en position défensive sur Triangle Hill. Le mitrailleur est armé d'un Degtiarev DP 28.

À midi, le 30 octobre, le 15e corps commence le bombardement des positions coréennes avec 133 canons de gros calibre, 22 lance-roquettes et 30 mortiers lourds de 120 mm dans la plus grande opération d’artillerie chinoise de la guerre de Corée. Lorsque le bombardement prend fin à minuit, dix compagnies d'infanterie des 45e et 29e divisions se jettent sur les positions du 31e régiment sud-coréen qui est obligé de se replier du sommet avec seulement 175 survivants. Avec le renfort le 1er novembre du 91e régiment de la 31e division du 12e corps, les forces chinoises chassent les défenseurs sud-coréens de Jane Russell Hill et repoussent leur contre-attaque ultérieure,. Répondant aux pertes, le 9e corps américain ordonne au 30e régiment de la 9e division d'infanterie coréenne de reprendre Triangle Hill le 31 octobre. Mais les Sud-Coréens lancent en vain leur attaque durant cinq jours,. Bien que les Sud-Coréens échouent à reprendre la colline, les lourdes pertes subies par les Chinois contraignent ces derniers à appeler le 93e régiment de la 31e division en renfort le 5 novembre. Le même jour, le lieutenant-général Reuben Ellis Jenkins (en), commandant du 9e corps américain, suspend l’offensive sur Triangle Hill pour éviter davantage de victimes et assurer au mieux la protection de Sniper Ridge,,.
Comme le 9e corps américain a renoncé à Triangle Hill, la 31e division du 12e corps PVA se retrouve en position de reprendre Sniper Ridge. Sous le couvert du mauvais temps, l'assaut est lancé par le 92e régiment à 16h00 le 11 novembre,. Les Chinois poussent à la retraite le 1er bataillon du 32e régiment sud-coréen, mais Chung Il-kwon lance immédiatement une contre-attaque avec le 17e régiment de la 2e division d'infanterie à l'aube du 12 novembre. Après deux heures de combats, le 1er bataillon du 17e régiment de la République de Corée reprend les deux tiers de Sniper Ridge et inflige de lourdes pertes au 92e Régiment PVA. La 31e division chinoise fait relever le 92e régiment par le 93e régiment afin de lancer un nouvel assaut le 14 novembre, mais le 17e régiment coréen réagit en engageant toutes ces unités pour contrer l'attaque. Le 17 novembre, avec l'aide du 1er groupe d'artillerie de campagne coréen, le 2e bataillon, après un combat de deux heures, reconquiert la totalité des positions initiales coréennes à Sniper Ridge,. Sans se laisser décourager par de lourdes pertes, le 106e régiment de la 34e division du 12e corps relaie au cours de la nuit du 18 novembre le 93e régiment affaibli. Il s'ensuit six jours de combats indécis. Le 25 novembre, la 2e division d'infanterie est remplacée par la 9e division d’infanterie sur Sniper Ridge alors que les combats cessent.
Étant donné le nombre élevé de victimes de l'ONU et sous la pression de Clark, Van Fleet interrompt l’opération Showdown le 28 novembre, mettant ainsi fin à la bataille de Triangle Hill. Quelques jours plus tard, les 2 et 3 décembre, la 9e division d'infanterie coréenne et la 34e division PVA s’affrontent dans une bataille en dents de scie sur Sniper Ridge, sans qu’aucun des belligérants n’obtienne de résultats significatifs. Le 15 décembre, la 29e division PVA reprendre le contrôle du terrain, le 12e corps se retire de la zone et le 15e corps reprend ses positions, la situation revenant au statu quo d’avant la bataille,
.

## Conséquences

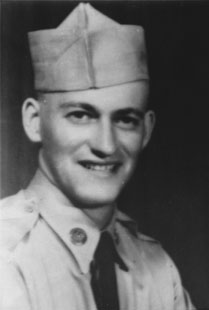
Pour ses actions lors de la bataille, a été honoré à titre posthume de la Medal of Honor.

La bataille de Triangle Hill est la plus grande et la plus sanglante bataille de 1952. Après 42 jours de combats acharnés, la 8e armée n’a pas atteint son objectif, les deux massifs montagneux.
Pour les Chinois, non seulement le 15e corps résiste à l'offensive des Nations unies sur Triangle Hill, mais les attaques menées par la 44e division sur le front de Pyonggang aboutissent à la capture de Jackson Heights le 30 novembre. Bien que les Chinois comptent 11 500 victimes et de nombreuses unités décimées pendant la bataille, la guerre d'usure et sa capacité à compenser les pertes ont lentement épuisé la 8e armée des États-Unis. Le Haut Commandement chinois voit dans cette victoire une justification de la guerre d’usure, une stratégie efficace contre les forces de l'ONU. Ces résultats poussent les Chinois à devenir plus agressifs dans les négociations d'armistice et sur le champ de bataille.
Pendant ce temps, les pertes élevées de l'ONU contraignent le général Clark à suspendre toutes les offensives impliquant plus d'un bataillon et donc à renoncer à toutes offensives majeures pour le reste de la guerre,. Pour Clark et le président américain Harry S. Truman l’issue de cette bataille porte un sérieux coup au moral de l'ONU. Les gains modestes de l'ONU à Sniper Ridge démontrent du moins la capacité des forces armées sud-coréennes à mener des opérations indépendantes, même si les conseillers américains sont moins impressionnés par leur performance au cours de la bataille.
Malgré son impact et son ampleur, la bataille de Triangle Hill est l'un des épisodes les moins connus de la guerre de Corée dans les médias occidentaux. Pour les Chinois, cette victoire coûteuse est l’occasion de promouvoir les valeurs de sacrifice et d’endurance. Le courage démontré par les soldats chinois à Triangle Hill a été à plusieurs reprises glorifié sous diverses formes médiatiques, y compris par plusieurs films comme Battle on Shangganling Mountain (en). Qin Jiwei est également célébré comme le héros de Shangganling avant d’obtenir les postes de ministre de la Défense nationale et de vice-président de l'Assemblée nationale populaire,. Le 15e corps est devenu l'une des unités les plus prestigieuses au sein de l'Armée populaire de libération et la force aérienne chinoise le sélectionne pour devenir le premier corps aéroporté de la Chine en 1961. Il fait toujours partie des corps d'élite de l'armée chinoise.